# 名古屋市場駅
名古屋市場駅（なごやしじょうえき）は、かつて愛知県名古屋市熱田区川並町にあった日本国有鉄道（国鉄）の駅。東海道本線貨物支線（通称名古屋港線・白鳥線）の終着駅であった。

## 概要
地上駅で、名古屋市中央卸売市場本場の中にプラットホームが設置されていた。ホームは鮮魚卸売場と塩干・青果卸売場の2か所に分かれていたが、荷役線や待避線は一体となっていた。
当駅では主に卸売市場を発着する水産物や青果物などを取扱っていたが、日本冷蔵専用線を発着する貨物も取扱っていた。日本冷蔵の倉庫は市場の西側にあったため、白鳥駅から分岐していた専用線と、八幡信号場方面からのホームへの線路が平面交差していた。
1966年（昭和41年）時点では1日6本の貨物列車が稲沢駅で継走され全国からの貨車を牽引して到着していたが、トラックの普及や高速道路網の整備などのため取扱量が減少し、1978年（昭和53年）に廃止された。全国に数か所あった市場駅の中でも一足早く廃止されている。
廃止後、市場の改修が行われたため、ホームなどは残っていない。また当時あった日本冷蔵の倉庫も既に取り壊されているが、ニチレイ・ロジスティクス東海（ニチレイグループ）の本社は現在も当地に置かれている。

## 歴史
- 1945年（昭和20年）
  - 1月8日：名古屋市卸売市場の専用線が開業。
  - 3月：空襲により名古屋市卸売市場全焼。
- 1949年（昭和24年）4月1日：中央卸売市場再建、開場。
- 1957年（昭和32年）2月1日：専用線を国鉄線に変更し、名古屋市場駅が開業[1]。貨物駅[1]。
- 1974年（昭和49年）10月1日：小荷物の取扱を開始[1]（一般駅となる）。
- 1978年（昭和53年）10月1日：廃止[1]。

## 隣の駅
日本国有鉄道
東海道本線 貨物支線
白鳥駅 - 名古屋市場駅